# Washington Township (Jackson County, Iowa)
Die Washington Township ist eine von 18 Townships im Jackson County im Osten des US-amerikanischen Bundesstaates Iowa. Das U.S. Census Bureau hat bei der Volkszählung 2020 eine Einwohnerzahl von 312 ermittelt.

## Geografie
Die Washington Township liegt im Osten von Iowa an der Mündung des Maquoketa River in den Mississippi, der die Grenze zu Illinois bildet. Die Grenze zu Wisconsin befindet sich rund 50 km nördlich.
Die Washington Township liegt auf 42°09′41″ nördlicher Breite und 90°21′53″ westlicher Länge und erstreckt sich über 103,3 km², die sich auf 97,6 km² Land- und 5,7 km² Wasserfläche verteilen.
Etwa ein Viertel der Fläche der Washington Township wird vom Upper Mississippi River National Wildlife and Fish Refuge eingenommen, einem großen Schutzgebiet, das sich über die Staaten Iowa, Illinois, Wisconsin und Minnesota erstreckt.
Die Washington Township liegt im Osten des Jackson County. Der Mississippi bildet im Osten die Grenze zum Jo Daviess und zum Carroll County in Illinois. Innerhalb des Jackson County grenzt die Washington Township Osten und Südosten an die Iowa Township, im Süden an die Van Buren Township, im Südwesten an die Fairfield Township, im Westen an die Jackson Township und im Norden an die Bellevue Township.

## Verkehr
Entlang des Mississippi führt durch die Washington Township der hier den Iowa-Abschnitt der Great River Road bildenden U.S. Highway 52. Alle anderen Straßen sind entweder County Roads oder weiter untergeordnete und zum Teil unbefestigte Fahrwege.
Durch die Washington Township führt eine entlang des Mississippi verlaufende Eisenbahnlinie der Canadian National Railway.
Die nächstgelegenen Flugplätze sind der bei Savanna in Illinois rund 30 km südöstlich gelegene Tri-Township Airport, der rund 40 km südwestlich gelegene Maquoketa Municipal Airport und der rund 60 km südlich gelegene Clinton Municipal Airport. Der nächstgelegene größere Flughafen ist der Quad City International Airport (rund 100 km südlich).

## Bevölkerung
Bei der Volkszählung im Jahr 2010 hatte die Township 348 Einwohner. Neben Streubesiedlung existiert in der Washington Township mit Green Island eine (gemeindefreie) Siedlung.